# Флоридский синий рак
Флоридский синий рак (лат. Procambarus alleni) — вид пресноводных раков из семейства Cambaridae. Распространён в штате Флорида: в восточной части реки Сент-Джонс и в водоёмах к югу от округов Леви и Мэрион, а также на островах архипелага Флорида-Кис. Для представителей вида характерен насыщенный синий цвет тела, в связи с чем их используют в качестве декоративного аквариумного животного.